# Episodi di Angry Kid (prima stagione)
La prima stagione della serie animata Angry Kid, composta da 25 episodi, è stata trasmessa nel Regno Unito, da Channel 4, dal 5 dicembre 1998.
In Italia la stagione è stata trasmessa dal 14 ottobre 2003 su Italia 1.
| n° | Titolo originale     | Titolo italiano      | Prima TV UK     | Prima TV Italia  |
| -- | -------------------- | -------------------- | --------------- | ---------------- |
| 1  | Car Sick             | Car Sick             | 5 dicembre 1998 | 14 ottobre 2003  |
| 2  | Sex Education        | Sex Education        |                 |                  |
| 3  | Goalie               | Goalie               |                 |                  |
| 4  | Blood Juice          | Blood Juice          |                 |                  |
| 5  | Speed                | Speed                |                 |                  |
| 6  | Chips                | Chips                |                 | 4 novembre 2003  |
| 7  | Headlights           | Headlights           |                 |                  |
| 8  | Cotton Bud           | Cotton Bud           |                 |                  |
| 9  | Bored                | Bored                |                 |                  |
| 10 | Bone                 | Bone                 |                 | 14 ottobre 2003  |
| 11 | Captain Thunderpants | Captain Thunderpants |                 |                  |
| 12 | Stinky               | Stinky               |                 |                  |
| 13 | Queen's Speech       | Queen's Speech       |                 |                  |
| 14 | Hard Face            | Hard Face            |                 |                  |
| 15 | Swearing             | Swearing             |                 |                  |
| 16 | Superhero            | Superhero            |                 | 28 ottobre 2003  |
| 17 | Love Bite            | Love Bite            |                 |                  |
| 18 | Buzz Off             | Buzz Off             |                 | 21 ottobre 2003  |
| 19 | Backwards Writing    | Backwards Writing    |                 |                  |
| 20 | Hoax Call            | Hoax Call            |                 |                  |
| 21 | Wee Wee              | Wee Wee              |                 | 21 ottobre 2003  |
| 22 | Road Hog             | Road Hog             |                 |                  |
| 23 | Sneeze               | Sneeze               |                 |                  |
| 24 | Horror               | Horror               |                 | 28 ottobre 2003  |
| 25 | Kidnap               | Kidnap               |                 | 25 novembre 2003 |